# Stolová hora (Mikulovská vrchovina)

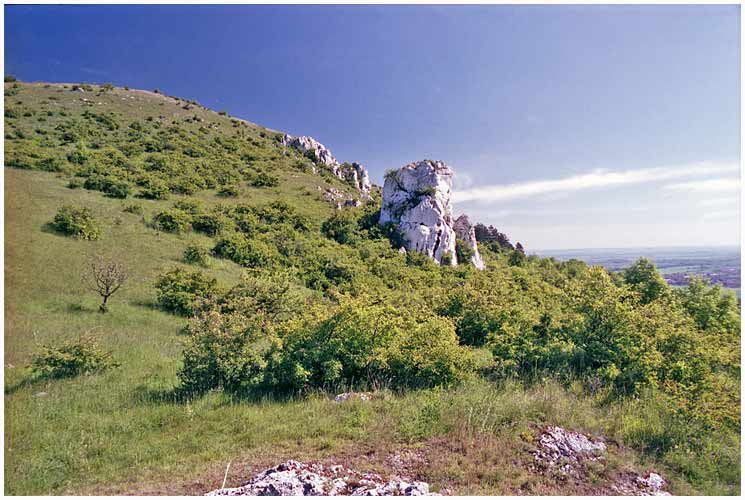
Felsklippen am Nordhang

Die Stolová hora, auch Tabulová hora (deutsch Tafelberg, älter Takawiner Berg) ist ein 459 m n.m. hoher Tafelberg der Pavlovské vrchy (Pollauer Berge) im Gemeindegebiet von Klentnice, Tschechien. Er ist Teil der Mikulovská vrchovina (Nikolsburger Klippen) und liegt im Landschaftsschutzgebiet Pálava. Auf dem unbewaldeten Gipfelplateau befinden sich ein Sendeturm und eine wüste befestigte Siedlung. Nördlich vorgelagert ist der Růžový vrch (Rosenstein; 428 m n.m.) mit der Ruine Waisenstein. Der Berg und seine Umgebung sind als Nationales Naturreservat Tabulová unter Schutz gestellt. 

## Geographie
Die Stolová hora ist einer der markantesten Berge der Pavlovské vrchy. Insbesondere nach Westen und Osten fällt der Berg steil ab; aus diesen Hängen ragen mehrere Reihen von Felsklippen mit Karsthöhlen. Die markante Felswand Klentnická skála erhebt sich über dem Dorf Klentnice. Am Südhang befinden sich mehrere stillgelegte Kalkbrüche. Am östlichen Fuße entspringt der Bach Klentnický potok. Nördlich erheben sich der Růžový vrch (Rosenstein; 428 m), die Pálava (Gemeindeberg, 462 m) und der Děvín (Maidenberg, 550 m), südlich der Turold (385 m). Das Plateau bietet einen Rundblick von den Thayastauseen Nové Mlýny bis nach Mikulov. Am Hang über Bavory befindet sich ein Startplatz für Paragleiter.
Umliegende Ortschaften sind Klentnice im Nordosten, Bavory im Südwesten und Perná im Nordwesten.

## Geschichte
Eine Besiedlung des Gipfelplateaus ist seit der Jungsteinzeit nachweisbar. Aufgefundene Grabhügel sind der Aunjetitzer Kultur und der Mitteldonau-Kultur (Středodunajská kultura) zuzuordnen. Um 700 v. Chr. entstand auf dem Berg eine befestigte Siedlung der eisenzeitlichen Welatitz-Kritschener Kultur (Velaticko-podolská kultura); in dieser Zeit erfolgte wahrscheinlich auch die Abholzung des Plateaus. Die jüngsten Funde sind der altslawischen Zeit zuzuordnen. Noch bis zum Beginn des 20. Jahrhunderts waren auf dem Plateau Spuren von Wällen und Gräben deutlich erkennbar.
Seit dem Mittelalter wurde an dem Berg Kalkstein gebrochen.

## Naturreservat
Die Stolová hora wurde 1951 auf einer Fläche von 48 ha unter Schutz gestellt. Im Jahre 2000 wurden das angrenzende Naturreservat Růžový vrch und das Naturdenkmal Kočičí kámen an das Naturreservat Tabulová angeschlossen, dadurch wurde die geschützte Fläche auf 109 ha vergrößert. Auf der Stolová hora befindet sich das größte Vorkommen von Ungarn-Salbei in Tschechien.